# Républicains croates
Les Républicains croates, (en croate : Hrvatski republikanci, HR), sont un parti politique en Croatie.

## Histoire
Depuis sa fondation, le parti n'a eu aucun élu national ou régional.

## Le parti aujourd'hui
Le parti est organisé en une direction nationale, 5 directions régionales et une multitude de directions municipales. Les Républicains croates se déclarent : "Jacobins, Eurorepublicains, Régionalistes, Fédéralistes, Démocrates".
L'actuel président du parti est Tomislav Bogdanić.